# Trilogy of Error
"Trilogy of Error" är avsnitt 18 från säsong 12 av Simpsons och sändes på Fox i USA den 29 april 2001. I avsnittet får man se samma dag ur tre synvinklar, Homers, Lisas och Barts. I avsnittet skär Marge av Homers tumme så de måste åka till sjukhuset, samtidigt går Bart och Milhouse och besöker en grotta som är full av fyrverkerier och Lisa får problem att komma i tid till skolan för att visa upp sitt projekt, grammatikroboten Linguo. Trilogy of Error regisserades av Mike B. Anderson och skrevs av Matt Selman. I avsnittet medverkar Frankie Muniz som Thelonious och Joe Mantegna som Fat Tony.

## Handling

### Homer's day
Homer är i badrummet då Marge ropar till familjen att frukosten är klar. Homer går ner, men gillar inte maten, "Mueslix". Bart går iväg och träffar Milhouse. Under tiden visar Lisa honom sitt nya projekt, en robot, Linguo, som korrigerar engelsk grammatik. Homer råkar ha sönder den då han ger den ett glas öl. Lisa blir irriterad och går iväg och fixar roboten. Homer går till köket, där han försöker få Marge att ge honom en brownie men hon vill inte. Marge råkar istället skära av Homers tumme och Homer börjar jaga Santa's Little Helper som har tagit tummen. Marge ringer polisen, men då de berättar att hon kommer att åka dit för försök till mord säger hon att hon bor på 123 Fake Street, och polisen åker iväg dit. 
Marge och Homer åker till sjukhuset, men efter att de krockat med Rainier Wolfcastles Ferrari blir Rainier arg och börjar förstöra Homers och Marges bil. De flyr och sätter sig i Ferrarin och kör iväg i den. De kommer till sjukhuset, men familjen har inte råd att laga tummen, då Homers fingerförsäkring inte gäller tummen. Så de åker till Dr. Nick Riviera för att se om han kan hjälpa Homer. Samtidigt börjar Homers tumme skrumpna ihop, så  de stannar hos Moe's för att hämta en saltlösning. Homer blir dock distraherad och börjar dricka öl och svimmar. Efter att Homer vaknat lämnar han Moe's och ser att Ferrarin är borta. Så han börjar lifta och Cletus plockar upp honom. De kommer fram till Dr. Nick men huset brinner så Nick har inte tid med Homer. Homer ber då Cletus att köra till sjukhuset i Shelbyville men någon stjäl Cletus bil så Homer får börja gå till Shelbyville. Homer inser snart att det är lönlöst att gå dit, för hans tumme kommer inte hinna räddas i tid. Samtidigt hör han en explosion och Linguos huvud kraschar bredvid honom.

### Lisa' day
Lisa mediterar i sitt rum då Marge ropar till familjen att frukosten är klar. Lisa går ner, men gillar inte maten, "Mueslix".  Lisa visar Homer sitt nya projekt, en robot, Linguo, som korrigerar engelsk grammatik. Homer råkar ha sönder den då han ger den ett glas öl. Lisa blir irriterad och går iväg och fixar roboten. Lisa är efter en tid klar att åka till skolan efter att hon fixat roboten, men hon missar skolbussen och upptäcker att hennes cykel är stulen, och mamma och pappa har kört iväg så hon är ensam hemma. Hon börjar springa till skolan men blir upplockad av Krusty som ger henne skjuts, men till fel skola,  West Springfield Elementary School. I den andra skolan träffar Lisa eleven Thelonious, och Lisa glömmer bort att hon ska visa upp roboten i sin skola och de två börjar ha kul. Lisa kommer sedan på att hon måste visa upp roboten och börjar gå till sin skola. När hon passerar Moe's stannar hon för att se om pappa är där men det han inte. Det är dock Clancy Wiggum som lyssnar på någon. Lisa påpekar att det låter som Fat Tony, så Clancy frågar om mannen är Fat Tony. Fat Tony ropar då i radion att mannen de snackar med är avlyssnad och flera pistolskott hörs. Lisa går ut genom bakdörren och när hon kommer ut på gatan ser hon att Marge sitter i en parkerad Ferrari utanför baren. Marge inser att Homer har gått in för att dricka, så hon skjutsar henne till skolan. Bensinen tar dock slut, så Marge stjäl en annan bil när den står parkerad, vilket visar sig vara Cletus bil. Då de kommer fram till skolan öppnas en gatubrunn och ut kommer Bart.

### Bart's day
Efter att Bart stängt av väckarklockan ropar Marge till familjen att frukosten är klar. Bart går ner, men gillar inte maten, "Mueslix". Bart går iväg och träffar Milhouse som berättar att han vill visa honom något i skogen, för att komma dit snabbare lånar han Lisas cykel. De kommer fram till en grotta som är full av fyrverkerier. Bart testar en och råkar då skjuta iväg den till Dr. Nicks klinik. Bart och Milhouse åker sen till 123 Fake Street, samtidigt kommer polisen dit efter att Marge ringde dem och berättade att hon befann sig där. Bart och Milhouse berättar för polisen att de inte äger fyrverkerierna utan har lånat dem, så polisen ber dem att prata med den som äger dem.
Bart och Milhouse går till grottan och pratar med Fat Tony. Under samtalet upptäcker Fat Tony att Bart är riggad med en mikrofon efter att Clancy genom den frågat om mannen som är där är Fat Tony. Bart sätter då eld på fyrverkerierna och de börjar springa iväg och maffian börjar jaga dem ner i kloaksystemet. De kommer ut genom en gatubrunn utanför skolan men springer sen in en återvändsgränd. Marge ser vad som hänt och kastar desperat Lisas robot, Linguo, på dem. Linguo börjar då grammatikrätta maffians repliker, men det blir till slut för mycket, så roboten exploderar och Linguos huvud flyger iväg till Homer som är en bit bort. Homer går då till resten av familjen.
Polisen lyckas gripa maffian. Fat Tony berättar att han är en lösning på familjen Simpsons problem. Lisa presenterar för skolan hur man syr fast en tumme igen och Legs som är utbildad läkare visar hur man gör det. Läraren, Elizabeth Hoover, älskade Lisas redovisning och ger henne högsta betyg. Marge påpekar då att det har varit en tokig dag idag och Mr. Teeny hoppar upp i hennes famn och berättar att handlingen inte hade någon mening, säg det till dem.

## Produktion
"Trilogy of Error" skrevs av Matt Selman och regisserades av Mike B. Anderson. Avsnittet är en parodi på Go. Innan han presenterade idén skrev han manuset, eftersom det kunde bevisa hur handlingen skulle hänga ihop. Avsnittet kallades under produktionsarbetet för "Go, Simpson Go" som en hänvisning till Spring Lola. Det var svårt att skriva manuset, då avsnittet inte hade sin vanliga linjära struktur . Från början skulle Lisa råkat ta fel skolbuss och åkt med en buss med elever som har funktionshinder men det ansågs för radikalt. Man valde att inte ge Marge, en egen del eftersom hon ändå hade en stor del av avsnittet. I avsnittet har Homer en nagel, vilket de inte brukar ha, detta bara för att det skulle se snyggare ut. Kostnaden för avsnittet var över genomsnittet, trots att flera animationer användes flera gånger. Slutet med Mr. Teeny lades till eftersom det kunde finnas fel i manuset, men tio år efter avsnittet har de inte hört någon som sagt att det funnits fel i manuset.

## Kulturella referenser
Titeln är en referens till Trilogy of Terror. Förutom idén hur avsnittet ser ut så är även en scen tagen från Go, där Homer och Marge stjäl Rainier Wolfcastles bil. Då Lisa springer genom Springfield är det en referens till Spring Lola.

## Mottagande
Avsnittet sändes på Fox den 29 april 2001. Matt Selman anser att det är det bästa avsnittet som han skrivit manus till. Under 2008 skrev Robert Canning från IGN att avsnittet var enastående för sina mängd skämt och referenser. Han anser att detta är ett bevis att avsnitten kan hålla hög klass efter så lång tid och gav avsnittet betyg 9 av 10. America Online anser att "Trilogy of Error" är det tjugonde bästa avsnittet i serien. Colin Jacobson på DVD Movie Guide anser att avsnittet är bra jämfört med Treehouse of Horror-avsnitten. I DVD Verdict kallade Mac MacEntire avsnittet för en av hans favoriter.